# Seboruco (municipalité)
Pour les articles homonymes, voir Seboruco.
Seboruco est l'une des vingt-neuf municipalités de l'État de Táchira au Venezuela. Son chef-lieu est Seboruco. En 2011, la population s'élève à 10 243 habitants.

## Géographie

### Subdivisions
Selon l'Institut national de statistique et contrairement à la plupart des municipalités du pays, la municipalité de Seboruco ne comporte aucune paroisse civile.